# كيفن سميث (لاعب كرة قدم بريطاني)
كيفن سميث (بالإنجليزية: Kevin Smith)‏ (20 مارس 1987 بإدنبرة في المملكة المتحدة - ) هو لاعب كرة قدم بريطاني في مركز الهجوم. لعب مع دندي يونايتد وريث روفرز وكوين أوف ساوث وليدز يونايتد ونادي دمبرتون ونادي دندي ونادي ريكسهام ونادي سندرلاند ونوتس كاونتي ونادي إيست فيف.

## وصلات خارجية
- كيفن سميث على موقع قاعدة بيانات كرة القدم.إي يو (الإنجليزية)
- كيفن سميث على موقع Soccerbase.com (لاعب) (الإنجليزية)